# Собор Святого Иоанна (Валлетта)
Собор Святого Иоанна (мальт. Kon-Katidral ta’ San Ġwann) — католический храм на Мальте, расположенный в её столице Валлетте. Сокафедральный собор архиепархии Мальты.
Был построен мальтийскими рыцарями между 1573 и 1578 годами. Заказчиком строительства выступил в 1572 году великий магистр ордена Жан л’Эвек де ла Касьер, а его возведением занимался военный архитектор Джироламо Кассар, много работавший на Мальте.
Собор, сооружённый вскоре после окончания Великой осады Мальты, напоминает военный форт. Пышный барочный интерьер контрастирует с лаконичным фасадом. Его оформлением занимался итальянский художник Маттиа Прети. Замысловатая каменная резьба, сводчатый потолок и боковые алтари повествуют о жизни Иоанна Крестителя. В соборе расположены восемь богато украшенных часовен, которые посвящены восьми святым покровителям ордена мальтийских рыцарей и соответствуют различным регионам Европы, связанным с их деятельностью.
Одной из достопримечательностей собора является картина Караваджо «Обезглавливание Иоанна Крестителя» (1608). Эта картина является одним из шедевров автора и его единственной подписанной работой. Примечательными также являются мраморные надгробия над местами захоронений видных рыцарей в соборе. Возле главного входа в собор находится саркофаг 65-го великого магистра  Мальтийского ордена Марк Антонио Дзондадари из Сиены, который был племянником папы римского Александра VII. Пышнее всех оформлено надгробие 66-го великого магистра Антониу Мануэла де Вильена. В 1775 году в Соборе был похоронен Франсиско Хименес де Техада, 69-й великий магистр Мальтийского ордена.

## Галерея
- Собор в 1870-х гг.
- Фасад Собора Святого Иоанна, реставрируемый в 2014 г.
- Главный алтарь
- Неф
- Капелла реликвий рыцарей Арагона и Наварры
- Капелла реликвий рыцарей Италии
- Вход в собор
- Памятник Великому Магистру Николасу Котонеру работы Доменико Гауди в Капелле реликвий рыцарей Арагона[6].